# Infrastrutturazione sociale
Il termine infrastrutturazione sociale è dato dall'unione di due parole: la prima richiama qualcosa di materiale e concreto come strade, ponti, ferrovie o simili; la seconda, invece, evoca qualcosa di più astratto che riguarda gli uomini e il loro vivere insieme. Le infrastrutture sono anche reti di comunicazione e, come tali, non sono necessariamente solo fisiche. Il termine infrastrutturazione sociale assume significato e rilevanza dal momento in cui queste reti di comunicazione consentono di mettere in collegamento diversi luoghi e soggetti favorendo così la coesione sociale, tramite la conoscenza reciproca, il dialogo e la modalità del lavorare insieme, collaborando allo sviluppo del territorio e alla promozione del bene comune.
Il settore dei servizi volto all'infrastrutturazione sociale include la pubblica amministrazione, il settore dei servizi di welfare, cultura, istruzione, le organizzazioni sindacali ed economiche e del tempo libero. Si tratta di servizi non di mercato cioè rivolti a soddisfare un insieme di bisogni collettivi e di sicurezza sociale: questa caratteristica non implica l'assenza di operatori privati, presenti soprattutto nel settore dell'assistenza sociale, sanitaria e dell'istruzione, ma che i livelli di dotazione minima e di distribuzione delle singole attività sul territorio siano direttamente sottoposti ad un controllo pubblico. Questa interazione tra pubblico e privato, ad esempio in campi come quello sanitario o dell'istruzione, è legata alla necessità di garantire buoni livelli di servizio, sia dal punto di vista qualitativo che quantitativo.